# Erich Fromm

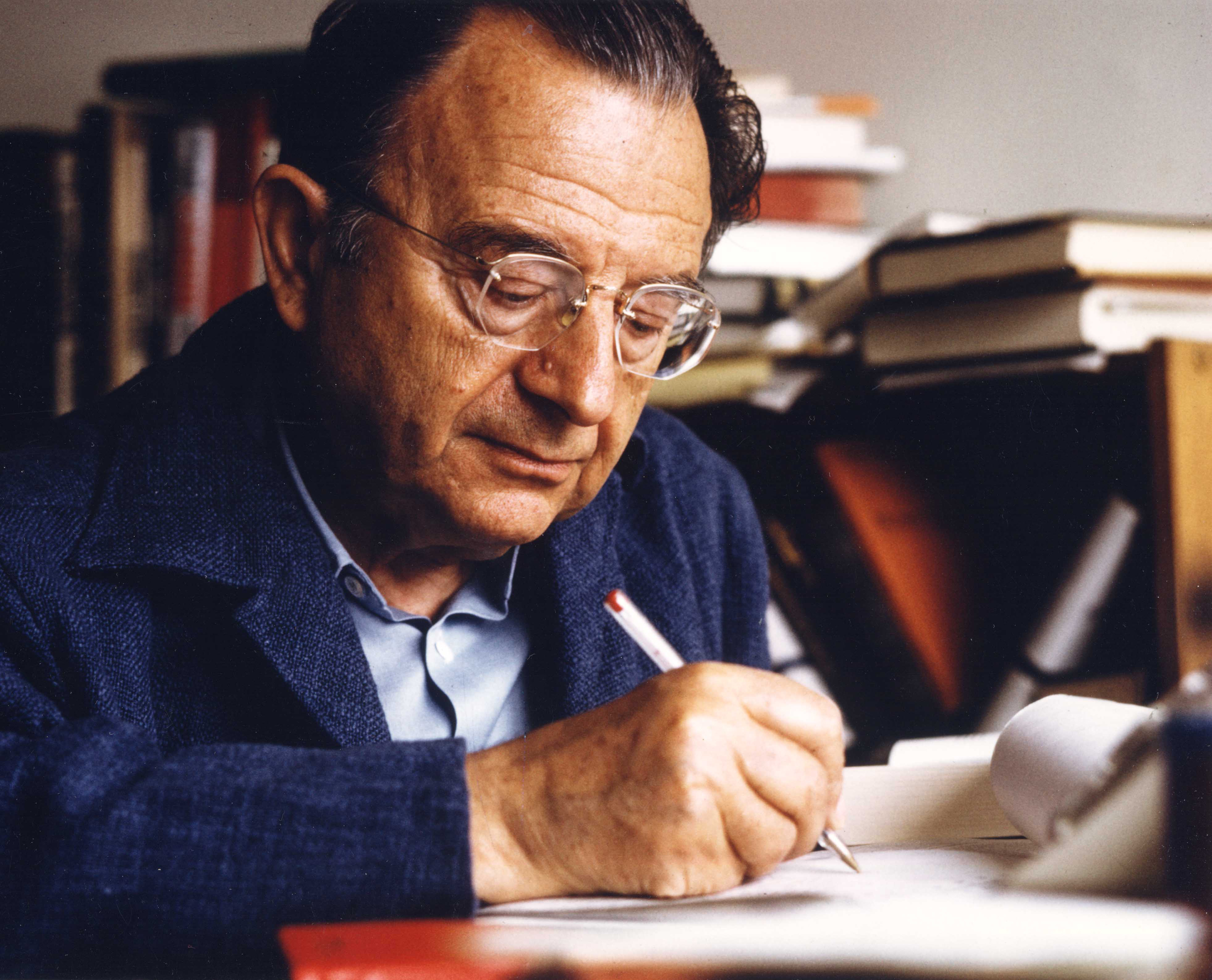
Erich Fromm (1974)

Erich Pinchas Fromm (Frankfurt am Main, 23 maart 1900 – Muralto (Zwitserland), 18 maart 1980) was een internationaal bekende Duits-Amerikaanse psycholoog, sociaal psycholoog en filosoof.
Hoewel hij opgroeide in een orthodox-joods gezin, hing hij later een humanistische levensbeschouwing aan. Hij begon zijn carrière als freudiaans psychoanalyticus in Berlijn. Vanwege de opkomst van het nationaalsocialisme emigreerde Fromm op 25 mei 1934 naar de Verenigde Staten, waar hij zes dagen later arriveerde in New York. Hij werd op 25 mei 1940 Amerikaans staatsburger. Fromm woonde en werkte in de Verenigde Staten, tot hij in 1950 opnieuw verhuisde, ditmaal naar Cuernavaca in Mexico, waar hij het grootste deel van de rest van zijn leven doorbracht. Uiteindelijk verhuisde hij een laatste maal in 1974 naar Muralto in Zwitserland. Hier stierf hij in 1980, vijf dagen voor zijn tachtigste verjaardag.

## Denkbeelden

### Karakter
Erich Fromm definieerde karakter als de relatieve permanente vorm van de wijze waarop de menselijke energie wordt gekanaliseerd in het proces van het verkrijgen van materiële zaken en omgaan met andere mensen. Volgens Fromm is een mate van spontaniteit noodzakelijk om geestelijk gezond en gelukkig te zijn. Spontaniteit is het vermogen van iemand om vrij en onafhankelijk zijn krachten te gebruiken om zijn inherente potentie te verwezenlijken zonder chronische angst of dwang door een autoriteit. Bij het handelen moet niet alleen het doel bereikt worden, maar ook het proces zelf dient men te waarderen.
Fromm introduceerde het begrip “sociaal karakter” om het maatschappelijk proces te analyseren. Sociaal karakter bestaat uit de dominante gemeenschappelijke karaktertrekken van een groep die de wezenlijke kern van de karakteropbouw bij de meeste groepsleden - dat is ontwikkeld op grond van de gemeenschappelijke ervaringen en levenswijze van de betreffende groep - beschrijft.

### Opkomst van het fascisme
Erich Fromm onderzocht in het boek De angst voor vrijheid uit 1941 de redenen dat mensen zich ondergeschikt maken aan dictaturen. De verklaring van Fromm is dat men probeerde te vluchten voor het gevoel van onbeduidendheid. Onbeduidendheidsgevoelens bestaan uit gevoelens van machteloosheid, eenzaamheid, onzekerheid en angst. De Duitse middenklasse kreeg volgens Fromm het gevoel van onbeduidendheid door de beurskrach van 1929 en de hoge inflatie. Volgens hem koos de Duitse bevolking ervoor om Adolf Hitler te steunen om het gevoel van onbeduidendheid te verdringen door zich te vereenzelvigen met een autoritaire leider, zodat ze het gevoel hadden onderdeel te zijn van een groot en machtig geheel.
Het fascisme werd populair, doordat de economische omstandigheden zorgden voor de groei van het aantal personen met een autoritair karakter. Een persoon met een autoritair karakter verlangt naar een sterke heerser die twijfel en eenzaamheid wegneemt. Een andere term voor autoritair karakter is het sadomasochistische karakter. In eerste instantie lijken sadisme en masochisme tegenpolen, maar volgens Fromm uitten beide neigingen zichzelf in de “opheffing” van het individu door zichzelf te vereenzelvigen met een andere persoon. Volgens Fromm zijn zowel masochisten als sadisten afhankelijk van een ander persoon. De sadist heeft een ander persoon nodig als middel om zijn eigen onzekerheden te vervullen. Sadisme laat het gevoel van eenzaamheid en machteloosheid verdwijnen, omdat de sadist de macht heeft over een ander. De masochistische behoeftes worden vervuld door het gevoel dat een sterkere persoon leiding geeft en alle beslissingen neemt. Een persoon met een autoritair karakter wil zelf macht over andere mensen uitoefenen, maar wil zich tegelijkertijd ondergeschikt voelen aan een hogere macht. Mensen met een autoritair karakter worden aangetrokken door het fascisme, doordat het leven georganiseerd wordt in de vorm van een hiërarchie, wat de sadistische en masochistische neigingen vervult. Fromm beschouwde het karakter van Hitler als een voorbeeld van het autoritaire karakter dat drang had naar het overheersen van anderen, maar tegelijkertijd zichzelf onderworpen beschouwde aan een hogere macht.

### Ethiek
Erich Fromm maakte onderscheid tussen autoritaire ethiek en humanistische ethiek. Hij was een voorstander van humanistische ethiek. Volgens Fromm is het geweten een essentieel onderdeel van ethiek. De term geweten verwijst naar twee zaken. Het geweten is enerzijds de innerlijke stem die onze eigen handelingen en keuzes veroordelen of verdedigen met betrekking tot moraal. Anderzijds kan de term geweten verwijzen naar het bewustzijn van morele principes.
Volgens de autoritaire ethiek is de normgever iets buiten de mens zelf. Autoritaire ethiek is niet gebaseerd op rede, maar op de ondergeschiktheid, ontzag, eerbied en vrees voor de betreffende autoriteit. Bij autoritaire ethiek is de grootste deugd gehoorzaamheid aan de autoriteit, ongeacht diens bevelen, terwijl ongehoorzaamheid als grootste zonde wordt beschouwd. Het autoritaire geweten is het internaliseren van de (verwachte) wil van een externe autoriteit. Voorbeelden van externe autoriteiten zijn vader, moeder, overheid, leraar of God. Normaal gesproken heerst een autoriteit extern door zijn wil op te leggen door middel van dwang of door het oproepen van angst in het individu. Door het autoritaire geweten zijn de normen van de autoriteit opgenomen door de mens. Als men daden tegen het autoritaire geweten pleegt, dan komt de spijt voort uit het gevoel van ongehoorzaamheid aan de autoriteit. Autoritaire ethiek heeft het gevaar in zich dat de belangen van de autoriteit worden gezien als rechtvaardig, waardoor de humanistische ethiek wordt geschonden.
Humanistische ethiek is gebaseerd op het principe dat de mens – individu en de samenleving – beslist wat de criteria zijn voor goed en slecht. Het humanistische geweten is een beschermer van de integriteit van het individu. De gulden regel – “Doe niet anderen aan, wat je niet zou willen dat men bij jou zou doen” – vormt een onderdeel van het humanistische geweten.

## Belangrijke werken

### Duits (o.a.)
- Das jüdische Gesetz. Ein Beitrag zur Soziologie des Diaspora-Judentums, dissertaie, 1922
- Über Methode und Aufgaben einer analytischen Sozialpsychologie, in: Zeitschrift für Sozialforschung, Bd. 1, pag. 28–54, 1932
- Die psychoanalytische Charakterologie und ihre Bedeutung für die Sozialpsychologie, in: Zeitschrift für Sozialforschung, Bd. 1, pag. 253–277, 1932
- Die Furcht vor der Freiheit, 1941
- Psychoanalyse und Ethik, 1946
- Psychoanalyse & Religion, 1949
- Der Friede - Idee und Verwirklichung - Festgabe für Adolf Leschnitzer, 1961
- Aggressionstheorie, 1980

### Engels
- Escape from Freedom, 1941; ook verschenen onder de titel The Fear of Freedom, 1942
- Man for himself - an inquiry into the psychology of ethics, 1947
- Psychoanalysis and Religion,
- The Forgotten Language - an introduction to the understanding of dreams, fairy tales, and myths, 1951
- The Sane Society, 1955
- The Art of Loving, 1956
- Sigmund Freud's mission; an analysis of his personality and influence, 1959
- Zen Buddhism and Psychoanalysis, 1960
- May Man Prevail? An inquiry into the facts and fictions of foreign policy, 1961
- Marx's Concept of Man, 1961
- Beyond the Chains of Illusion: my encounter with Marx and Freud, 1962
- The Dogma of Christ and Other Essays on Religion, Psychology and Culture, 1963
- The Heart of Man, its genius for good and evil, 1964
- Socialist Humanism, 1965
- You Shall Be as Gods: a radical interpretation of the Old Testament and its tradition, 1966
- The Revolution of Hope, toward a humanized technology, 1968
- The Nature of Man, 1968
- The Crisis of Psychoanalysis, 1970
- Social character in a Mexican village; a sociopsychoanalytic study (Fromm & Maccoby), 1970
- The Anatomy of Human Destructiveness, 1973
- To Have or to Be? 1976
- Greatness and Limitation of Freud's Thought, 1979

#### Postuum verschenen
- On Disobedience and other essays, 1981
- For the Love of Life, 1986
- The Art of Being, 1993
- The Art of Listening, 1994

On Being Human (1997) ISBN 978-0-8264-1005-4

### Vertalingen
- De angst voor vrijheid, 1952 en later, ISBN 90-6131-551-4
- De zelfstandige mens, 1955 en later, ISBN 90-6131-552-2
- Psychoanalyse en religie, 1969 en later, ISBN 90-6131-556-5
- De gezonde samenleving -  psychopathologie van demokratie en kapitalisme, 1955
- Liefhebben, een kunst, een kunde, 1962 en later, ISBN 90-6131-554-9
- De gezonde samenleving: psychopathologie van democratie en kapitalisme, 1958 en later, ISBN 90-6131-553-0
- Marx' visie op de mens, 1961
- Marx, Freud en de vrijheid, 1970 en later, ISBN 90-6131-558-1
- Het hart van de mens, 1964, Ned. vert. ISBN 90-6131-563-8
- De revolutie van de hoop, 1968 en 1977 ISBN 90-6131-560-3
- Dromen, sprookjes, mythen, 1987
- Zen Boeddhisme en het westen, met D.T. Suzuki
- Gij zult zijn als goden, 1975